# Pielisjärvi
Pielisjärvi (finska: Pielinen, även Pielisjärvi) är Finlands femte största insjö. Den är centralsjö i Pielisjärvileden inom Vuoksens vattendrag i regionen Norra Karelen. Sjön ligger 93,7 meter över havet och har en yta på 868 km². Sjön avrinner genom Pielis älv till Pyhäselkä, som är en fjärd av sjön Saimen. De största älvarna som avrinner till sjön är Koitajoki samt Lieksa älv med biälven Jongunjoki. Tillflödesområdet har en yta på 13.900 km², med 6.000 km² på den ryska sidan av gränsen. Städerna Lieksa, Nurmes och Joensuu (den del som tidigare utgjorde Eno kommun) samt kommunen Juga ligger vid Pielisjärvi. Koli nationalpark ligger väster om sjön.
Pielisjärvi är Norra Karelens landskapssjö.

## Historia
Pielisjärvibassängen blev isfri för ca 11 300 år sedan då inlandsisen drog sig tillbaka. Till en början avrann issjön från södra ändan. Landhöjningen gjorde att issjön senare avrann från mellersta delen genom Nunnanlahti i Juga och ännu senare från norra ändan. Senare gjorde landhöjningen att Pielisjärvi åter avrinner från södra delen genom Pielis älv.
Vattennivån var högre i forntiden. Den översta strandlinjen ligger 27-32 m ovanför sjöns nuvarande vattennivå. Det går att hitta forna strandplatåer och -kumlar i terrängen i Koli med omnejd.

## Öar

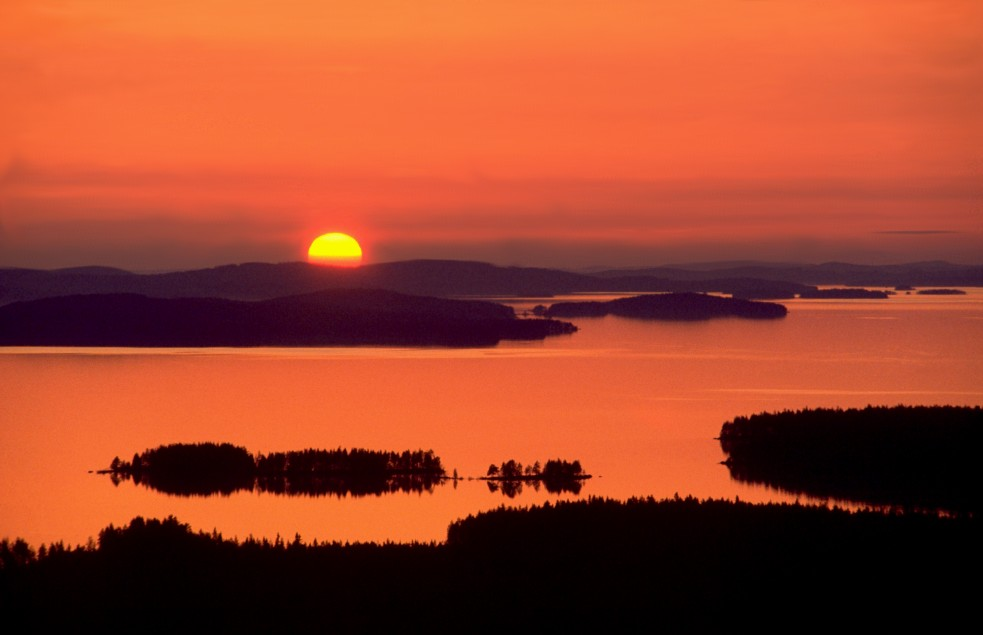
En vy från Räsövaara över Pielisjärvi

Det finns 1259 öar i Pielisjärvi med en storlek på minst en ar. Den största av öarna är Paalasmaa, som ligger i den mellersta delen av sjön. Ön har en yta på 26,7 km².
Övriga större öar
Eteissaari, Hattusaari, Honkasaari (Juga), Honkasaari (Nurmes), Iso Ristisaari, Kaitasaari, Karhusaari, Kaunissaari, Kertonsaari, Kelvänsaari, Kinahmonsaaret, Kolmassaari, Korppisaari, Koveronsaari, Kuivasaari, Kulkulsaari, Kynsisaari, Larinsaari, Laukkalansaari, Lehtosaari, Liklamo, Lokkisaari, Lörsänsaari, Mantina, Mustasaari, Palosaari, Patvisaaret, Pieni Ristisaari, Porosaari, Pyysaari, Rekisaari, Retusaari, Romonsaaret, Rääkky, Satjanko, Sipolansaari, Toinensaari, Turakka, Uramonsaari, Varpo.

## Kuriosa
- Asteroiden 1536 Pielinen har uppkallats efter det finska namnet på sjön
- Lieksa centrum ligger vid den östra stranden. Koli, som är en del av staden, ligger vid den västra stranden. En färjeförbindelse knyter Koli och centret samman om somrarna [4] Om vintern används istället en 7 km lång isväg mellan Koli och Vuonislahti.[5]